# Hontanaya (kommunhuvudort)
Hontanaya är en kommunhuvudort i Spanien.   Den ligger i provinsen Provincia de Cuenca och regionen Kastilien-La Mancha, i den centrala delen av landet, 110 km sydost om huvudstaden Madrid. Hontanaya ligger 812 meter över havet och antalet invånare är 425.
Terrängen runt Hontanaya är platt. Runt Hontanaya är det glesbefolkat, med 12 invånare per kvadratkilometer. Närmaste större samhälle är Villamayor de Santiago, 7,7 km väster om Hontanaya. Trakten runt Hontanaya består till största delen av jordbruksmark.